# The Velvet Rope
《華麗的冒險》（英語：The Velvet Rope）是美國黑人女歌手珍娜·傑克森第六張個人錄音室專輯，1997年10月7日由美國維京唱片公司全球發行。《華麗的冒險》為珍娜·傑克森第4張全美冠軍專輯，專輯銷售量在美締造三白金的成績，其中收錄的再度重逢成為她第8首全美冠軍單曲。另外單曲失去了才了解則為珍娜·傑克森再奪下一座葛萊美獎。

## 專輯介紹

### 製作過程
珍娜·傑克森1993年發行高價跳槽維京唱片公司之後的首張專輯《珍娜》（janet.）創下六白金的佳績，並隨即在同年展開與專輯同名的第二次世界巡迴演唱會。在1995年結束巡演之後，珍娜·傑克森與舊東家A&M唱片公司合作發行她的首張新歌加精選輯《Design Of A Decade 1986/1996》。經過兩年時間的籌備錄製，珍娜·傑克森終於要推出加盟維京唱片之後的第二張專輯《華麗的冒險》。
《華麗的冒險》這張睽違四年的全新力作，無疑是珍娜·傑克森所有專輯中最陰沉灰暗的一張，包括探討的音樂主題乃至於整張唱片的造型，珍娜·傑克森在這張專輯當中大膽坦承自己一些不堪的過往，例如她成長時期所面臨的霸凌和家暴，以及成名之後難以負荷的壓力，令她開始不斷自我懷疑、意志消沉，甚至罹患暴食症、沉淪SM等。珍娜·傑克森和流行樂壇上其他幾位天后歌手如瑪丹娜、瑪麗亞·凱莉一樣，她自己也參與專輯的創作與製作，但珍娜·傑克森較不同的是，她甚少換過專輯的製作團隊，自1986年第三張專輯《控制》開始，除了2008年的《流行定律》以外，專輯主要都是Jimmy Jam and Terry Lewis與她合力製作。
雖然《華麗的冒險》的主題非常沉重，但音樂風格卻相當豐富，除了珍娜·傑克森一貫有的舞曲、節奏藍調和靈魂樂之外，這次專輯還融入了民謠和電子曲風。向來珍娜·傑克森的嗓音來就非常適合詮釋這種淺唱低吟的歌曲，令人覺得相當性感和隨心所欲，如專輯同名開場曲Velvet Rope即是如此，這首歌曲還特別請來知名小提琴演奏家陳美助陣，她的琴聲讓專輯一開頭就盡顯音樂藝術之美。

### 商業成績

#### 專輯
《華麗的冒險》在1997年10月25日首週進榜即空降告示牌專輯榜榜首位置，這是她第2張空降冠軍專輯，雖然這張專輯僅獲得一週冠軍，但它成為珍娜·傑克森第4張全美冠軍專輯。《華麗的冒險》在全美銷售突破300萬張，經RIAA認證為三白金，它在1998年告示牌年終百大專輯榜排名第27名。這張專輯在英國專輯榜最高名次為第6名。

#### 單曲
- 《華麗的冒險》的首支單曲失去了才了解在英國的成績不錯，最高拿下英國單曲榜第6名。

- 單曲再度重逢在進入單曲榜首週即空降第9名，最高名次獲得兩週冠軍，成為珍娜·傑克森第8首全美冠軍單曲，而且這首單曲停留在榜內的時間長達四十六週，是珍娜·傑克森待在榜內最長時間的單曲，在1998年告示牌年終百大單曲榜中名列第6名。再度重逢除了在單曲榜奪冠，也在舞曲榜掄元，成為珍娜·傑克森第10首全美冠軍舞曲。再度重逢在英國單曲榜表現不俗，獲得第4名的成績。2015年告示牌雜誌公佈「Janet Jackson's Biggest Billboard Hits」所有25首歌曲當中，再度重逢高居第5名。[7][8][9][10][11]

- 單曲我好寂寞在1998年5月23日空降告示牌單曲榜第3名，寫下珍娜·傑克森進榜單曲首週最高成績的紀錄，這首單曲也拿下節奏藍調單曲榜的冠軍，在1998年告示牌年終百大單曲榜中排名第42名。[12]

- 單曲再深入一點雖然未登上告示牌單曲榜，但它曾登上舞曲榜一週冠軍，成為這張專輯中第二首冠軍舞曲。再深入一點也打進英國單曲榜，最高成績獲得第13名。

### 獎項評價紀錄
美國音樂權威雜誌《滾石》給這張專輯三顆半星的評價，該雜誌的樂評表示他們不喜歡珍娜·傑克森在一些民謠式的歌曲中，那些有意無意的無病呻吟聲音，雖然這不是滾石雜誌給她的專輯中最好的評價等級，但對於她這次的音樂他們也沒有太過於嚴厲的挑剔。該雜誌於2012年5月31日票選「500 Greatest Albums of All Time」，《華麗的冒險》名列第259位。
《華麗的冒險》中單曲失去了才了解奪得第40屆葛萊美獎「最佳短篇音樂錄影帶獎」（Best Short Form Music Video），這也是珍娜·傑克森第四度獲得葛萊美獎。

## 樂壇地位
珍娜·傑克森的冠軍專輯《華麗的冒險》又為她締造了一首全美冠軍單曲〈再度重逢〉，但這些成績若與她昔日亮眼的紀錄相比，只能算是小巫見大巫，由於《華麗的冒險》探討的主題太過灰暗陰鬱，多少連帶影響到專輯在商業市場上的成績。而此時許多評論家已經注意到了珍娜·傑克森有許多一成不變的做法，像是她一貫的形象，自從在1990年單曲〈愛少了你不完整〉的音樂影片中她改以性感形象示人，結果大受好評後，讓她這幾年來都一再重複這些性感撩人的姿態，只是接下來珍娜·傑克森要面對的是如瑪麗亞·凱莉、唐妮·布蕾斯頓等一樣改走性感路線也大獲成功的女歌手，要如何留住那些喜新厭舊的歌迷，將成為她的一大考驗。
除了形象方面，珍娜·傑克森的音樂作品也已有高同質性的現象，長年累月和固定的製作團隊合作，其中有好有壞；好處是彼此熟稔習氣相通，知道什麼適合自己，了解自己的強項特質以及善於發揮的長才，缺點是會漸漸沒有創新沒有新火花，造成越來越無法跳脫自己的框架，對於長期支持她的歌迷而言，一再地給他們相似度高的作品似乎也不大公平。
珍娜·傑克森因著這張專輯，展開了第三次巡迴演唱會《The Velvet Rope World Tour》，就在她忙碌於世界巡演的同時，傳出了她的婚姻出現狀況的消息，這也讓以往平均2至3年會推出專輯的珍娜·傑克森，在發行完《華麗的冒險》之後有將近4年沒有新專輯問世。這段期間珍娜·傑克森為了事業和家庭可謂是忙得兩頭燒，最終她還是在2000年結束她的第二段婚姻生活。

## 曲目
| 曲序 | 曲目                                                      | 词曲 | Producer(s)         | 时长 |
| ---- | --------------------------------------------------------- | --- | ------------------- | ---- |
| 1.   | Interlude: Twisted Elegance                               | |                     | 0:41 |
| 2.   | Velvet Rope（featuring Vanessa-Mae）                      | Janet Jackson James Harris III, Terry Lewis René Elizondo, Jr. Malcolm McLaren Trevor Horn Mike Oldfield                       | Jackson Jam & Lewis | 4:55 |
| 3.   | You                                                       | Jackson Harris Lewis Elizondo Harold Brown Sylvester Allen Morris Dickerson Howard Scott Leroy Jordan Lee Oskar Charles Miller | Jackson Jam & Lewis | 4:42 |
| 4.   | Got 'til It's Gone（featuring Joni Mitchell and Q-Tip）   | Jackson Harris Lewis Elizondo Joni Mitchell Kamaal Ibn Fareed                                                                  | Jackson Jam & Lewis | 4:01 |
| 5.   | Interlude: Speaker Phone                                  | |                     | 0:54 |
| 6.   | My Need                                                   | Jackson Harris Lewis Elizondo Marilyn McLeod Pam Sawyer Nickolas Ashford, Valerie Simpson                                      | Jackson Jam & Lewis | 3:44 |
| 7.   | Interlude: Fasten Your Seatbelts                          | |                     | 0:19 |
| 8.   | Go Deep                                                   | Jackson Harris Lewis Elizondo                                                                                                  | Jackson Jam & Lewis | 4:42 |
| 9.   | Free Xone                                                 | Jackson Harris Lewis Elizondo James Brown Billy Buttier Archie Bell Michael Hepburn                                            | Jackson Jam & Lewis | 4:57 |
| 10.  | Interlude: Memory                                         | |                     | 0:04 |
| 11.  | Together Again                                            | Jackson Harris Lewis Elizondo                                                                                                  | Jackson Jam & Lewis | 5:01 |
| 12.  | Interlude: Online                                         | |                     | 0:19 |
| 13.  | Empty                                                     | Jackson Harris Lewis Elizondo                                                                                                  | Jackson Jam & Lewis | 4:32 |
| 14.  | Interlude: Full                                           | |                     | 0:12 |
| 15.  | What About                                                | Jackson Harris Lewis Elizondo                                                                                                  | Jackson Jam & Lewis | 4:24 |
| 16.  | Every Time                                                | Jackson Harris Lewis Elizondo                                                                                                  | Jackson Jam & Lewis | 4:17 |
| 17.  | Tonight's the Night                                       | Rod Stewart | Jackson Jam & Lewis | 5:07 |
| 18.  | I Get Lonely                                              | Jackson Harris Lewis Elizondo                                                                                                  | Jackson Jam & Lewis | 5:17 |
| 19.  | Rope Burn                                                 | Jackson Harris Lewis Elizondo                                                                                                  | Jackson Jam & Lewis | 4:15 |
| 20.  | Anything                                                  | Jackson Harris Lewis Elizondo                                                                                                  | Jackson Jam & Lewis | 4:54 |
| 21.  | Interlude: Sad                                            | |                     | 0:10 |
| 22.  | Special（Hidden track "Can't Be Stopped" starts at 3:42） | Jackson Harris Lewis Elizondo                                                                                                  | Jackson Jam & Lewis | 7:55 |